# Дідьє Сенак
Дідьє Сенак (фр. Didier Sénac, нар. 2 жовтня 1958, Сен-Дені) — французький футболіст, що грав на позиції захисника, зокрема за «Ланс» та «Бордо», а також національну збірну Франції. По завершенні ігрової кар'єри — тренер.

## Клубна кар'єра
У дорослому футболі дебютував 1977 року виступами за команду «Ланс», в якій провів десять сезонів, взявши участь у 297 матчах чемпіонату. Більшість часу, проведеного у складі «Ланса», був основним гравцем захисту команди.
1988 року перебрався до складу «Бордо», де провів наступні сім сезонів своєї ігрової кар'єри. Граючи у складі «Бордо» також здебільшого виходив на поле в основному складі команди. За цей час виборов титул володаря Кубка Інтертото.
Протягом 1995—1996 років захищав кольори клубу «Тулуза», а завершував ігрову кар'єру у команді «Кретей», за яку виступав протягом 1996—1998 років.

## Виступи за збірну
1984 року дебютував в офіційних матчах у складі національної збірної Франції, за яку загалом провів 2 матчі.
Був учасником олімпійського футбольного турніру на Олімпіаді-1984, де французи здобули золоті нагороди.

## Кар'єра тренера
Протягом частини 2001 року очолював тренерський штаб клубу «Ланс».

## Титули і досягнення
- Олімпійський чемпіон (1):

Франція (ол.): 1984
- Володар Кубка Інтертото (1):

«Бордо»: 1995